# Râul Părul
Râul Părul este un curs de apă, afluent al râului Jijia. 